# Gloria Christian
Gloria Christian nom de scène de Gloria Prestieri (née à Bologne le 24 juin 1934) est une chanteuse italienne de la Chanson napolitaine, active entre la seconde moitié des années 1950 et les années 1960.

## Biographie
Née à Bologne, fille d'un trompettiste napolitain et d'une mère vénitienne, Gloria  Christian s'installe très tôt avec sa famille à Naples, où elle obtient son diplôme à l'Istituto Magistrale Pimentel Forseca. Elle fait partie d'un groupe de jazz et de l'orchestre de danse dirigé par Renato Marini. En 1956, elle participe au concours musical radiophonique La bacchetta d'oro, qui lui procure un contrat avec le label Vis. En 1957, elle sort son premier hit, une version de  Que Sera, Sera   classée n ° 3 au hit-parade italien.
Entre 1957 et 1962, Elle participe quatre fois au concours  du Festival de musique de Sanremo, obtenant deux succès avec les chansons Casetta in Canadà (1957) et Timida serenata (1958). Elle a  participé dix fois au concours du Festival de Naples, obtenant le succès en 1959  avec  Cerasella  et remportant le concours en 1962 avec la chanson Marechiaro Marechiaro. En 1970, elle présente la dernière édition du festival,.
Au cours de sa carrière, Christian a également été active en tant qu'actrice dans des comédies musicales, apparaissant notamment dans Rugantino.